# Ван дер Вестхёйзен, Пьер
Пьер ван дер Вестхёйзен (англ. Pierre van der Westhuyzen; род. 18 августа 2003, Беллвилл, Западно-Капская провинция) — австралийский гребец на байдарках, серебряный призёр летних Олимпийских игр 2024 года. Участник летних Олимпийских игр 2024 года.

## Карьера
Ван дер Вестхёйзен родился в Беллвилле, в Южной Африке, и вырос в Кейптауне. Он и его брат Джин начали заниматься греблей на байдарках, когда учились в Майкл-Хаусе в Квазулу-Натале.
В 2023 году он принял участие в чемпионате мира, который состоялся в Дуйсбурге. На дистанции 500 метров в категории байдарок-четвёрок в составе австралийской команды занял четвертое место со временем 1:19.905. В результате австралийцы завоевали лицензию на летние Олимпийские игры 2024 года.
На летних Олимпийских играх 2024 года в Париже австралиец завоевал олимпийскую серебряную медаль в байдарках-четвёрках на дистанции 500 метров. Команде не хватило 0,04 секунды до золотой олимпийской медали.